# کنفراس غرب (ان‌بی‌ای زنان)
کنفرانس غرب اتحادیه ملی بسکتبال زنان از شش تیم تشکیل شده است.
پلی آف کنفرانس شرق به دو راند اول و مرحله نیمه نهایی و مرحله فینال کنفرانس تقسیم شود که قهرمان کنفرانس با قهرمان کنفرانس شرق در مسابقه فینال قهرمان ان‌بی‌ای زنان را مشخص میکنند. تمامی سری های پلی آف داخل کنفرانس 	بهترین از ۳ بازی هستند.

## تیم های حاضر در کنفرانس

### تیم های قدیمی
منحل شده
- هیوستون کامتس (۱۹۹۷-۲۰۰۸)
- پورتلند فایر (۲۰۰۰-۲۰۰۲)
- ساکرامنتو مونارچز (۱۹۹۷-۲۰۰۹)

نقل مکان کرده
- یوتا استارز به سن آنتونیو استارز (۲۰۰۳)
- دیترویت شاک شرق به تسلا شاک (۲۰۱۰)
- تسلا شاک به دالاس وینگز

## قهرمان کنفرانس غرب
- ۱۹۹۷: تیمی از این کنفرانس به فینال نرسید.
- ۱۹۹۸: هیوستون کامتس ، فینکس مرکوری
- ۱۹۹۹: هیوستون کامتس
- ۲۰۰۰: هیوستون کامتس
- ۲۰۰۱: لس آنجلس اسپارکز
- ۲۰۰۲: لس آنجلس اسپارکز
- ۲۰۰۳: لس آنجلس اسپارکز
- ۲۰۰۴: سیاتل استورم
- ۲۰۰۵: ساکرامنتو مونارچز
- ۲۰۰۶: ساکرامنتو مونارچز
- ۲۰۰۷: فینکس مرکوری
- ۲۰۰۸: سن آنتونیو استارز
- ۲۰۰۹: فینکس مرکوری
- ۲۰۱۰: سیاتل استورم
- ۲۰۱۱: مینستوتا لینکس
- ۲۰۱۲: مینستوتا لینکس
- ۲۰۱۳: مینستوتا لینکس
- ۲۰۱۴: فینکس مرکوری
- ۲۰۱۵: مینستوتا لینکس
- ۲۰۱۶: لس آنجلس اسپارکز با پیروزی مقابل مینستوتا لینکس
- 2017: مینستوتا لینکس با پیروزی مقابل لس آنجلس اسپارکز

قهرمان ان‌بی‌ای زنان به صورت بولد 

## تعداد قهرمانی قهرمان کنفرانس
- مینستوتا لینکس (۶ بار)
- لس آنجلس اسپارکز (۵ بار)
- فینکس مرکوری (۴ بار)
- هیوستون کامتس (۳ بار) (منتقل شده به کنفرانس غرب در سال ۱۹۹۸)
- سیاتل استورم (۲ بار)
- ساکرامنتو مونارچز (۲ بار)
- سن آنتونیو استارز (۱ بار)